# Turkish Airlines

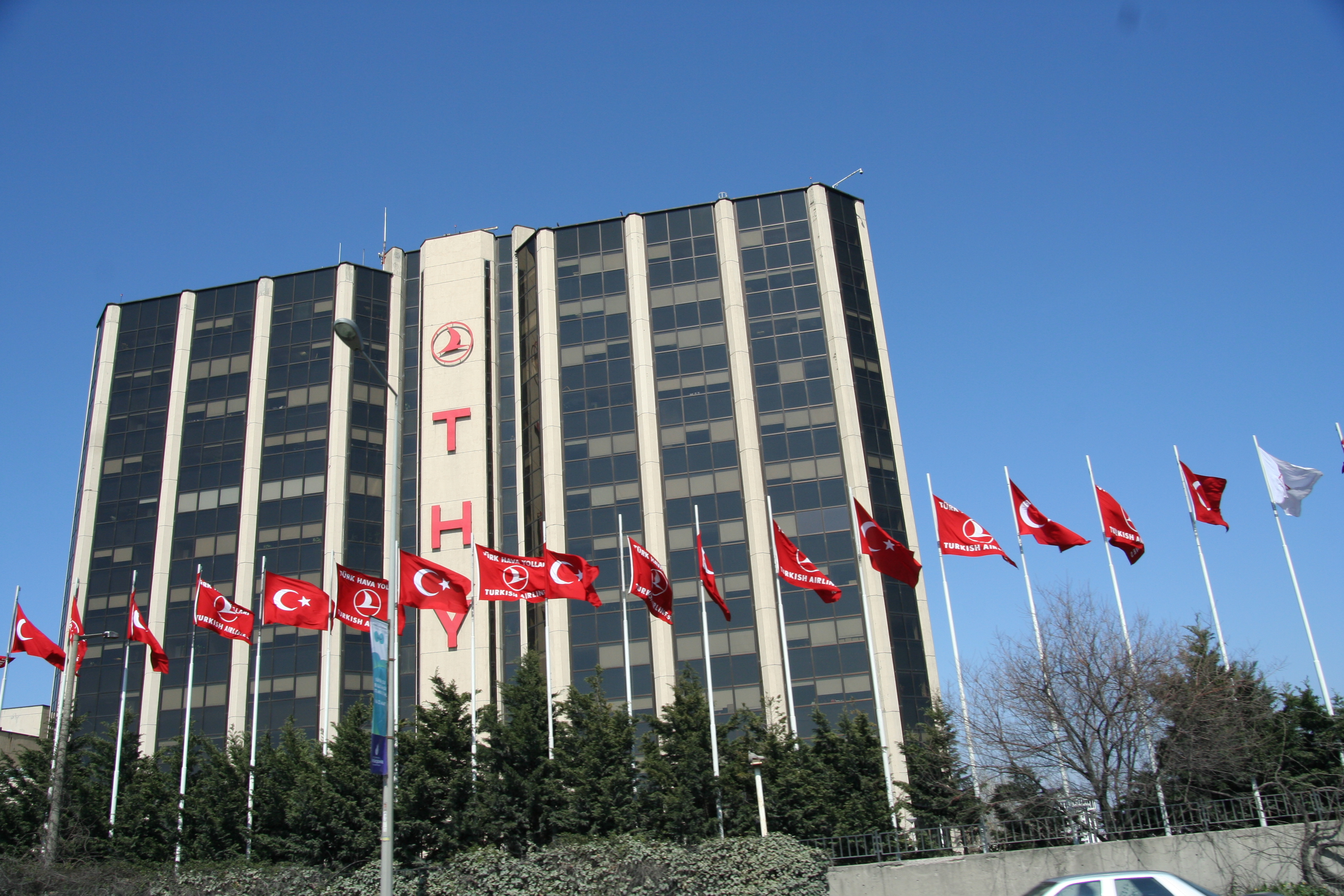
Turkish Airlines Building

Karta över Turkish Airlines flygdestinationer på 2019

Turkish Airlines (turkiska: Türk Hava Yolları) (THY) är Turkiets nationella flygbolag, baserat i Istanbul. Flygbolaget har ett nätverk med reguljära linjer till 279 destinationer runt om i världen. Den senaste tillagda destinationen är Graz. Europa, Mellanöstern, Centralasien, Fjärran östern, Afrika och Amerika. Huvudbasen finns på Istanbul-Atatürk internationella flygplats med andra hubar på Esenboğa internationella flygplats (Ankara) och Sabiha Gökçen internationella flygplats i Istanbul. 2011 hade flygbolaget 41,6 miljoner passagerare och tjänade på detta totalt US$12 miljarder. Flygbolaget har omkring 17 000 anställda. Turkish Airlines har skrivit på ett treårigt avtal med den tyska fotbollsklubben Borussia Dortmund och Manchester United.
År 2014 blev Turkish Airlines vald till Europas bästa flygbolag, 18,8 miljoner passagerare röstade fram Turkish Airlines under Skytrax "World Airline Awards". Turkish Airlines utsågs till vinnare i tre kategorier, "Bästa flygbolag i Europa", "Bästa stolarna i Premium Economy" samt "Bästa flygbolag i Sydeuropa.

## Flygklasser
- Business/First class
- Comfort class
- Economy class

År 2012 strukturerades flygklasserna om till det nya ovan.

## Historia
Flygbolaget grundades den 20 maj 1933 som Statens flygbolagsadministration (Hava Yolları Devlet Işletmesi Idaresi). Det startade sina flygningar med en linje mellan Istanbul, Eskişehir och Ankara i augusti 1933. Namnet ändrades till Devlet Hava Yolları Umum Müdürlüğü (DHY) i juni 1938. Den första internationella flygningen skedde 1947 till Aten men det dröjde 40 år till introduktionen av långdistansflygningar som till fjärran östern och över Atlanten.
Vid en större omorganisation blev det statsägda företaget DHY ersatt med en blandad verksamhet, Türk Hava Yolları AO, den 20 februari 1956. Staten sålde senare 23,0% av aktierna i december 2004 och 28,75% i maj 2006. Flygbolaget ägs idag av TC Privatisation Administration (49%) och privata aktieägare (51%). Turkish Airlines äger också 50% av företaget SunExpress. Turkish Airlines lämnade Qualiflyer-gruppen 1999 på grund av samarbetssvårigheter med Swissair och Delta. Förfrågningen om att gå med i Star Alliance accepterades i december 2006  och Turkish Airlines blev medlem i alliansen 1 april 2008.
Turkish Airlines flyger till 129 länder och 340 destinationer över större delen av världen.

### Turkish Airlines i Sverige
Huvudkontoret för Turkish Airlines i Sverige ligger på Arlanda flygplats. Sedan 2008 är Bilal Tezcan VD för Turkish Airlines i Sverige. Turkish Airlines flyger till Stockholm (Arlanda) och Göteborg (Landvetter), samt i övriga Skandinavien till Köpenhamn och Oslo.

### Flotta

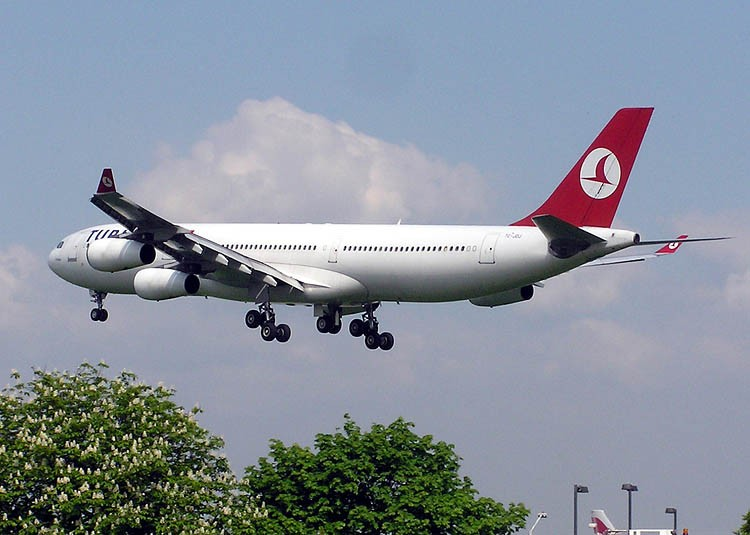
Turkish Airlines Airbus A340

#### Plan som tidigare ingått i flottan
- Airbus A310
- BAe 146/Avro RJ70, RJ100
- Boeing 707
- Boeing 727
- Boeing 737-400, -500
- De Havilland Heron
- Douglas DC-3/C-47
- Douglas DC-9
- Douglas DC-10
- Fairchild F-27
- Fokker F-27 Friendship
- Fokker F28
- Vickers Viscount

### Incidenter ochhaverier
Under sina 72 år inom flygbranschen har Turkish Airlines varit med om fem haverier på bolagets internationella flygningar och 23 på dess inrikesflygningar. Det mest kända är Turkish Airlines Flight 981, vilken havererade i Frankrike den 3 mars 1974 på grund av explosiv dekompression. Vid olyckan omkom alla 346 personerna ombord. Huvudorsaken till olyckan var ett designfel på lastdörren på DC-10-flygplanet. Före flygolyckan på Teneriffa var detta den värsta någonsin.
Den 25 februari 2009 klockan 10:48 kom den första rapporten om en störtad Boeing 737. Planet störtade alldeles utanför landningsbanan på Amsterdam-Schiphols flygplats Airport, Amsterdam. Planet, som inte började brinna, delades i tre delar. Nio personer omkom, inklusive tre ur besättningen som befann sig i cockpit.